# Peucedanum serratum
Peucedanum serratum là một loài thực vật có hoa trong họ Hoa tán. Loài này được (H. Wolff) Norman miêu tả khoa học đầu tiên năm 1934.